# Vitti 'na crozza
Vitti 'na crozza (Vidi un teschio) è una famosa canzone popolare siciliana su testo di autore sconosciuto, musicata dal compositore Franco Li Causi nel 1950. L'autore ottenne il riconoscimento della paternità dell'opera solo nel 1979.

## Storia
Su un testo popolare di autore e data di creazione sconosciuti, Franco Li Causi compose la melodia da adattare al testo in una canzone che facesse parte della colonna sonora, in qualità di brano d'apertura,  del film Il cammino della speranza del regista Pietro Germi.
La versione di Li Causi è un  canto di lavoro, dai toni lenti e cupi, aderenti alla cadenza poetica del testo. Lo stesso testo pervenne al Li Causi da parte di Pietro Germi a cui lo aveva recitato un anziano minatore di Favara, tale Giuseppe Cibardo Bisaccia.
La prima incisione della canzone venne realizzata nel 1951 da Michelangelo Verso e pubblicata su 78 giri dalla Cetra.
Negli anni diversi cantanti e compositori hanno utilizzato la musica, con il testo originale o a volte con testi diversi, modificati in alcune strofe, pur mantenendo tutti la strofa originale del ritornello principale.
Nel 1964 Gabriella Ferri e Luisa De Santis ne hanno inciso una rielaborazione, firmando parole e musica (Ferri-De Santis). In tale solco e nel clima dei gruppi folkloristici, negli anni settanta il canto si adattò ai toni più spensierati della ballata popolare.
Solo nel 1979 la SIAE ha attribuito a Franco Li Causi i diritti di paternità del brano.

## Il testo
Vitti ‘na crozza supra ’nu cannuni,
fui curiusu e ci vosi spiari.
Idda m'arrispunniu cu gran duluri
muriri senza toccu di campani.
Sinni eru, sinni eru li me anni,
sinni eru, sinni eru e nun sacciu unni,
ora ca su’ arrivati a ottant'anni
u vivu chiama u mortu e ’unn’arrispunni.
Cunzatimi cunzatimi stu lettu
ca di li vermi su’ manciatu tuttu.
Si nun lu scuttu cca lu me piccatu
lu scuttu a chidda vita a sangu ruttu.
Idda m’arrispunniu cu gran duluri
muriri senza toccu di campani.